# Neohymenicus pubescens
Neohymenicus pubescens är en kräftdjursart som först beskrevs av James Dwight Dana 1851.  Neohymenicus pubescens ingår i släktet Neohymenicus och familjen Hymenosomatidae. Inga underarter finns listade i Catalogue of Life.